# پورن‌هاب
پورن‌هاب (به انگلیسی: Pornhub) یک وب سایت پورنوگرافی اینترنتی است که مقر آن در کانادا قرار دارد و یکی از چندین وب سایت پخش ویدیوی پورنوگرافیک شرکت مایندگیک محسوب می‌شود. در ژوئن ۲۰۲۰, پورن‌هاب دهمین وب سایت پرترافیک در جهان و سومین وب سایت پرترافیک بزرگسالان پس از ایکس‌ویدئوز و XNXX است و اولین سایت پر ترافیک در محتوا همجنسگرایانه به شمار می‌رود.
پورن هاب در سال ۲۰۰۷ در مونترآل کانادا راه اندازی شد. همچنین پورن هاب دارای یک دفتر و سرور در لیماسول، قبرس است. در مارس ۲۰۱۰، این شرکت توسط مایندگیک (که در آن زمان با نام Manwin شناخته می‌شد) خریداری شد که صاحب وب سایت‌های پورنوگرافی متعدد دیگری است. این سایت در سطح بین‌المللی در دسترس است اما توسط برخی از کشورها مانند ایران، هند، چین، فیلیپین، پاکستان و سریلانکا سانسور (فیلتر یا مسدود )شده‌است. این وبسایت پورن واقعیت مجازی را در میان سایر محصولات خود ارائه می‌دهد و «جوایز سالانه پورن‌هاب» را میزبانی می‌کند.
بارها گزارش شده که پورن‌هاب ویدئوهای پورنوگرافی بدون رضایت افراد را میزبانی می‌کند. این شرکت به دلیل واکنش دیرهنگام یا ناکافی به برخی از اتفاقات مورد انتقاد قرار گرفته از جمله میزبانی کانال پرمخاطب گرلز دو پورن که در سال ۲۰۱۹ در پی شکایت و اتهامات قاچاق جنسی بسته شد. در دسامبر ۲۰۲۰، به دنبال مقاله ای در نیویورک تایمز در مورد محتوای قاچاق جنسی، سایت‌های پرداخت مسترکارت و ویزا کارت خدمات خود به پورن‌هاب را قطع کردند. در ۱۴ دسامبر ۲۰۲۰، پورن‌هاب همه ویدیوهای کاربران تأیید نشده را حذف کرد. به این ترتیب آپلود محتوا از ۱۳ میلیون به ۴ میلیون ویدیو کاهش یافت.

## تاریخچه
پورن‌هاب توسط یک توسعه دهنده وب به نام مت کیزر (Matt Keezer) به عنوان یک وب سایت برای شرکت اینترهاب (Interhub) تأسیس شد و در ۲۵ مه ۲۰۰۷ شروع به کار کرد. در مارس ۲۰۱۰، این شرکت توسط فابیان تیلمن به عنوان بخشی از زیرمجموعه من‌وین (Manwin) خریداری شد که اکنون با نام مایندگیک شناخته می‌شود. در سال ۲۰۱۳، تیلمن سهام خود در شرکت را به مدیران ارشد مایندگیک یعنی فراس آنتون و دیوید تاسیلو فروخت. به عنوان بخشی از زیرمجموعه مایندگیک، پورن‌هاب سایت‌های یو پورن، رد تیوب و … را به عنوان زیرمجوعه پورن‌هاب نت‌ورک (Pornhub Network) ایجاد کرد. اگرچه پورن‌هاب محبوب‌ترین وب‌سایت پورنوگرافیک نیست اما جزء بزرگ‌ترین وب‌سایت اینترنتی محسوب می‌شود که بیشتر از هر سایت مشابهی ویدیو میزبانی می‌کند.
از سال ۲۰۰۹، سه تا از بزرگترین سایت‌های پورنوگرافی «یو پورن، رد تیوب و پورن‌هاب» مجموعاً ۱۰۰ میلیون بازدید کننده منحصر به فرد را داشته‌اند.
در ژوئن ۲۰۱۵، پورن‌هاب اعلام کرد که قصد دارد یک فیلم پورنوگرافی در فضا بسازد. این سایت امیدوار بود که بتواند این فیلم را در سال ۲۰۱۶ فیلمبرداری کند و هزینه‌های پیش و پس از تولید را خودش پوشش دهد اما مجبور شد به دنبال ۳٫۴ میلیون دلار از سرمایه گذاران سایت ایندی‌گوگو برود. اگر بودجه تأمین می‌شد، فیلم برای اکران در سال ۲۰۱۶ و پس از شش ماه آموزش برای دو مجری و خدمه شش نفره برنامه‌ریزی شده بود.
در ۱ فوریه ۲۰۱۶، پورن‌هاب یک کازینو آنلاین راه اندازی کرد که نرم‌افزارهای بازی Betsoft, Endorphina و 1x2 را ارائه می‌داد.
در اکتبر ۲۰۱۷، معاون رئیس شرکت کوری پرایس اعلام کرد که پورن‌هاب از بینایی رایانه‌ای و نرم‌افزار هوش مصنوعی برای شناسایی و برچسب گذاری ویدیوها در وب سایت با اطلاعاتی در مورد مجریان و اعمال جنسی استفاده خواهد کرد. پرایس گفت که این شرکت قصد دارد از اوایل سال ۲۰۱۸ کل کتابخانه خود را اسکن کند.
در ۱۷ آوریل ۲۰۱۸، سایت شروع به پذیرش ارز دیجیتال Verge به عنوان یک گزینه پرداخت کرد.
در دسامبر ۲۰۲۰، به دنبال مقاله نیویورک تایمز توسط نیکلاس کریستوف که از این شرکت انتقاد کرد. سرویس‌های پرداخت مسترکارت و ویزا کارت خدمات خود را به پورن‌هاب قطع کردند. سپس پورن‌هاب سپس تمام ویدیوهای کاربران تأیید نشده را حذف کرد.

## خدمات و محصولات
پورن‌هاب به بازدیدکنندگان اجازه می‌دهد فیلم‌های پورنوگرافی را از چند دسته، از جمله پورنوگرافی حرفه‌ای و آماتور، مشاهده کنند. کاربران می‌توانند ویدیوها را در دیگر وب‌سایت‌های رسانه‌های اجتماعی به اشتراک بگذارند و آنان را لایک یا دیس لایک کنند. همچنین کاربران می‌توانند به صورت اختیاری یک حساب رایگان ایجاد کنند گه به آنها اجازه می‌دهد ویدیوهای خود را آپلود کنند، نظرات خود را ارسال کنند، ویدیوها را به موارد دلخواه خود اضافه کنند. اگر ویدیوها حاوی محتوایی باشند که شرایط خدمات وب سایت را نقض می‌کند، می‌توانند گزارش داده شوند.
پورن‌هاب دارای ویدیوهای واقعیت مجازی است که امکان مشاهده ۳۶۰ درجه را برای مشتریان پریمیوم فراهم می‌کند و می‌توان با پلی‌استیشن وی‌آر آنان را تماشا کرد، اگرچه فیلم‌ها باید از رایانه دانلود شده و از طریق یواس‌بی منتقل شوند.
در سال ۲۰۱۵، پورن‌هاب یک دستگاه پوشیدنی به نام «Wankband» را معرفی کرد که مچ بندی است که انرژی جنبشی را در طول خودارضایی مردان ذخیره می‌کند و سپس می‌تواند برای شارژ دستگاه‌ها استفاده شود. در ۲۰۲۰، پورن‌هاب می‌گوید که این محصول همچنان در حال توسعه است.

## سانسور
در جمهوری اسلامی ایران پورنوگرافی غیرقانونی است و تمامی وبسایت‌های پورنوگرافی از جمله پورن‌هاب در ایران فیلتر هستند. در سال ۲۰۱۱، ارائه دهنده پهنای باند اروپایی تاک‌تاک بخاطر آنکه نتوانست بیش از یک هفته پورن‌هاب را مسدود کند، مورد انتقاد قرار گرفت. این مسدودیت به دلیل مسئله ایمنی اینترنت کودکان بود. این وب سایت توسط دیوار آتش بزرگ چین از سپتامبر ۲۰۱۳ مسدود شد. در ۱۲ مارس ۲۰۱۴، پورن‌هاب در روسیه مسدود شد، زیرا یکی از بازیگران زن خیلی جوان به نظر می‌رسید و باعث شد برخی بینندگان فکر کنند که او خردسال است. در ژانویه ۲۰۱۷، دولت فیلیپین دسترسی کاربران اینترنتی به پورن هاب و سایر وب سایت‌های پورنوگرافی را مسدود کرد. این وب‌سایت‌ها بر اساس قانون جمهوری ۹۷۷۵ یا قانون ضد پورنوگرافی کودکان، که وب‌سایت‌ها را از میزبانی محتوای پورنوگرافی کودکان منع می‌کند، مسدود شده‌اند. این سایت در سپتامبر ۲۰۱۶ در روسیه به دلیل «انتشار اطلاعات مضر برای کودکان» مسدود شد و در آوریل ۲۰۱۷ پس از قرار دادن پروتکل تأیید سن کاربران دوباره فعال شد. این سایت از کاربران روسی می‌خواهد که خود را از طریق شبکه اجتماعی وی‌کی احراز هویت کنند. در اکتبر ۲۰۱۸، دادگاه عالی اوتاراکند مسدودیت پورن‌هاب را در هند بازگرداند، اما برای ISPها اختیار داد که سایت‌هایی را که فاقد پورنوگرافی کودکان هستند را رفع انسداد کنند. در نوامبر ۲۰۲۰، دولت تایلند پورن هاب را در میان سایر وب سایت‌های پورنوگرافی مسدود کرد.

## حواشی
پورن‌هاب از سیستم Vobile برای جستجوی ویدیوهای ممنوعه استفاده می‌کند تا آنها را از سایت حذف کند. محتوای غیر توافقی یا ویدئویی که منجر به افشای اطلاعات شناسایی شخصی شود را می‌توان از طریق یک فرم آنلاین به شرکت گزارش کرد. با این حال، واکنش پورن‌هاب به پورنوگرافی غیرقانونی و قاچاق جنسی مورد انتقاد قرار گرفته‌است. روزنامه‌نگاران مجله وایس بخاطر اینکه پورن هاب از «محتوایی که زندگی‌ها را نابود می‌کند و به آسیب رساندن ادامه می‌دهد» سود می‌برد، مورد انتقاد قرار داده‌اند.
در سال ۲۰۰۹، یک دختر ۱۴ ساله مورد تجاوز گروهی قرار گرفت و ادعا کرد که این فیلم‌های او در پورن‌هاب آپلود شده‌است. این دختر اظهار داشت که در طی شش ماه بارها و بارها به پورن هاب ایمیل زده اما پاسخی دریافت نکرد. پس از اینکه او هویت یک وکیل را جعل کرد، ویدیوها حذف شدند. مورد دیگر در اکتبر ۲۰۱۹ مربوط به مردی بود که با اتهام تجاوز قانونی از طرف دختری ۱۵ ساله روبرو شد، سپس ویدئوهایی از آنان در پورن هاب، مدل هاب، پریسکوپ و اسنپ‌چت کشف شد که منجر به دستگیری وی شد.
در سال ۲۰۱۹، کانال رسمی GirlsDoPorn که تیک تأیید شده از پورن‌هاب دریافت کرده بود، از سایت حذف شد. این بیستمین کانال بزرگ در وب سایت بود. در ۱۰ اکتبر ۲۰۱۹، پس از طرح دعوی مدنی در ژوئیه، دو مالک و دو کارمند کامنال به سه فقره قاچاق جنسی با زور، کلاهبرداری و اجبار دستگیر شدند. این کانال یک هفته پس از حواشی حذف شد، که به گفته روزنامه نگاران Daily Dot و Motherboard واکنشی دیرهنگام به این حادثه بود. علاوه بر این، ویدیوها همچنان به صورت غیررسمی در وب سایت پورن‌هاب یافت می‌شود.
بنیاد مراقبت اینترنت (IWF) بین سال‌های ۲۰۱۷ تا ۲۰۱۹، ۱۱۸ مورد از مطالب سوء استفاده جنسی از کودکان را در پورن‌هاب پیدا کرد. پورن‌هاب به سرعت این محتواها را حذف کرد.
در پاسخ به محتوای توهین آمیز در سایت، یک طومار آنلاین که خواستار تعطیلی پورن هاب شده بود، بیش از یک میلیون امضا در سال ۲۰۲۰ به دست آورد. این دادخواست به موارد متعددی از مطالب غیر توافقی و سوء استفاده از کودکان در وب‌سایت اشاره کرده از جمله افرادی که قربانی قاچاق کودک شدند و محتوای آنان توسط یک «مدل تأیید شده» منتشر شدند. در پاسخ به این درخواست، پورن هاب ادعا کرد که متعهد به حذف چنین مطالبی از سایت هستند.
در دسامبر ۲۰۲۰، یک روزنامه‌نگار به نام نیکلاس کریستوف از نیویورک تایمز، پورن‌هاب را شرکتی توصیف کرد که از «تجاوز جنسی به کودکان، فیلم‌های مستهجن انتقام جویانه، فیلم‌های دوربین جاسوسی از دوش گرفتن زنان، محتوای نژادپرستانه و زن ستیز، و فیلم خفگی زنان در کیسه‌های پلاستیکی» کسب درآمد دارد. در پاسخ، پورن‌هاب اعلام کرد که دیگر بارگذاری از کاربران ناشناس را نمی‌پذیرد و دانلود ویدیو را غیرفعال می‌کند. ویزا کارت و مسترکارت اعلام کردند که روابط مالی خود را با پورن‌هاب بررسی خواهند کرد. در ۱۰ دسامبر ۲۰۲۰، ویزا کارت و مسترکارت استفاده از کارت‌های خود در پورن‌هاب را مسدود کردند. پورن هاب در پاسخ به نیویورک تایمز گفت که این ادعاها «غیر مسئولانه و آشکارا نادرست است.».
در ۱۴ دسامبر ۲۰۲۰، پورن‌هاب اعلام کرد که تمام ویدیوهای ارسال شده توسط کاربران تأیید نشده از دسترسی عموم حذف شده و «در انتظار تأیید و بازبینی» قرار گرفته‌است. به این ترتیب تعداد ویدیوهای وب سایت از ۱۳ میلیون به ۴ میلیون کاهش یافت.
در دسامبر ۲۰۲۰، از شرکت مادر پورن‌هاب یعنی مایندگیک در کالیفرنیا به دلیل میزبانی وبسایت پورنوگرافی GirlsDoPorn که بدون رضایت بازیگران ویدئوهای آنان را پخش می‌کرد، مورد شکایت قرار گرفت. چهل شاکی خواستار غرامت ۸۰ میلیون دلاری از جمله ناراحتی، طرد شدن، ضربه روحی و اقدام به خودکشی شدند. در این شکایت آمده که مایندگیک قطعاً از اوایل سال ۲۰۰۹ تا پاییز ۲۰۱۶ از قاچاق جنسی این شرکت اطلاع داشت، اما تا زمانی که شرکت منحل شد به همکاری با GirlsDoPorn ادامه داد. همچنین این شکایت ادعا شده که مایندگیک نتوانسته ویدیوهای GirlsDoPorn را علی‌رغم درخواست‌های حذف توسط قربانیان، در دسامبر ۲۰۲۰ حذف کند. ده زن دیگر به این دعوی پیوستند. پرونده در اکتبر ۲۰۲۱ با شرایط نامشخصی حل و فصل شد.
در ژانویه ۲۰۲۱، یک شکایت دسته جمعی با ادعاهای مشابه در مونترال راه اندازی شد. در این شکایت درخواست پرداخت ۶۰۰ میلیون دلار غرامت برای هر فردی که از سال ۲۰۰۷ عکس‌ها و فیلم‌های مستهجن که ممکن است در زیر سن قانونی گرفته شده باشد و بدون رضایت آنها در سایت‌های مایندگیک به اشتراک گذاشته شده باشد، شده‌است. در این شکایت آمده بود که مایندگیک آگاهانه در مورد «شواهد فزاینده قاچاق جنسی، شرکای تجاری خود را مورد تحقیق یا بازجویی قرار نداده‌است.»
در ژوئن ۲۰۲۱، ۳۴ زن از مایندگیک در دادگاه فدرال در کالیفرنیا شکایت کردند و ادعا کردند که این شرکت از آنها سوء استفاده کرده و ویدئوهایی را که تجاوز جنسی، پورن انتقامی و سوء استفاده جنسی از کودکان را به تصویر می‌کشد میزبانی و تبلیغ کرده‌است.
گروه‌های مسیحی راست افراطی با ایدئولوژی‌های ناسیونالیست سفیدپوست و نئونازی که خود را با گروه‌های ضد قاچاق و ضد پورنوگرافی مرتبط می‌دانند. مدیران پورن هاب و کارگران جنسی را تهدید به مرگ کرده بودند.

## ممنوعیت در برخی ایالات آمریکا
از ژوئن ۲۰۲۵، به موجب حکم دیوان عالی ایالات متحده آمریکا و نیز دادگاه‌های ایالتی، پورن‌هاب و دیگر برندهای زیرمجموعه آیلو بایستی از استفادهٔ افراد زیر سن قانونی (هجده سال) جلوگیری کنند. به دلیل ناتوانی پورن هاب در سن‌سنجی آنلاین همگی افراد، این وب‌گاه در ۱۷ ایالت، از جمله تگزاس دومین ایالت پرجمعیت‌ و نیز فلوریدا، دیگر در دسترس نخواهد بود. در هنگام ورود به پورن‌هاب با آی‌پی این ایالت‌ها، پیام تصویری ضبط‌شده از یکی از پورن‌استارهای پورن‌هاب نمایش داده می‌شود که علت موضوع را شرح می‌دهد.